# Вацлав Хумл
Вацлав Хумл (чеськ. Václav Huml, хорв. Vaclav Huml; 18 жовтня 1880, Бероун, Середньочеський край — 6 січня 1953, Загреб) — чесько-хорватський скрипаль і педагог.
Навчався в Празі у Отакара Шевчика. З 1903 року жив і працював у Загребі. У 1919 році був одним із засновників Загребського квартету, в якому грав першою скрипкою. З 1921 року і до смерті був професором Музичної академії Загреба. Серед учнів Хумла — Льорко Шпіллер, Златко Балокович і інші провідні скрипалі хорватського походження.
Помер 6 січня 1953 року та похований у Загребі на кладовищі Мірогой.

## Пам'ять
З 1977 року кожні чотири роки в пам'ять про Вацлава Хумла проводиться Міжнародний конкурс скрипалів.